# Pi1 Cygni
Pi1 Cygni (Azelfafage, 80 Cygni) é uma estrela binária na direção da constelação de Cygnus. Possui uma ascensão reta de 21h 42m 05.66s e uma declinação de +51° 11′ 22.7″. Sua magnitude aparente é igual a 4.69. Considerando sua distância de 1680 anos-luz em relação à Terra, sua magnitude absoluta é igual a −3.87. Pertence à classe espectral B3IV. É um sistema binário espetroscópico.